# Germany (Pennsylvania)
Germany è una township degli Stati Uniti d'America, nella Contea di Adams, Pennsylvania. Secondo il censimento del 2000 la popolazione è di 2.269 abitanti.

## Storia
I primi coloni che hanno abitato tale zona provenivano dalla Germania e dalla Gran Bretagna.

## Società

### Evoluzione demografica
La composizione etnica vede una prevalenza della razza bianca (98.81%), seguita da quella asiatica (0.35%).
| township di Germany Popolazione |       |
| 2000                            | 2.269 |
| Stima al 01-07-07               | 2.527 |